# Nome teoforico
Un nome teoforico (dal greco antico, "portatore di deità") è un nome proprio che contiene il nome ed esprime il concetto di un dio, tanto a fini della diffusione del nome sacro, quanto per invocarne la protezione sulla persona che lo porta.
I primi esempi conosciuti sono relativi alle civiltà mesopotamiche, ad esempio in Nabucodonosor (adattamento antico-testamentario dell'accadico Nabû-kudurri-uṣur: "il dio Nabū protegga la mia stirpe"). In età classica fu assai diffuso l'uso di chiamare i nuovi nati con nomi riferiti, ad esempio, ad Apollo (Apollonio, Apollodoro eccetera). E l'uso era anche più vasto nel Vicino Oriente antico: nell'area siro-palestinese, la divinità suprema era chiamata con piccole variazioni della radice El, trasmessasi a molte lingue dell'area mediterranea. Vi sono pertanto moltissimi nomi che la richiamano, anche per effetto della menzione nella Bibbia, ad esempio, di Michele ("chi è come Dio?"), Gabriele ("uomo di Dio"), Raffaele ("Dio è salvezza"), Emanuele ("Dio è con noi"), Ezechiele ("in Dio la forza"), Gioele ("il Signore è Dio") e molti altri.
Il riferimento alla divinità è comune a numerose lingue, come ad esempio  Teofilo ("amico di Dio") e Dorotea ("dono di Dio") in greco, Amedeo ("colui che ama Dio") e Adeodato ("dato da Dio") in latino, il germanico Gottlieb ("amato da Dio") e lo slavo Bogdan ("dato da Dio"). Nel mondo vicino e mediorientale si riscontrano i nomi arabi che includono il nome di Dio o i suoi attributi, per esempio Abdallah o Abd al-Malik, il cognome turco Tanrıverdi ("dato da Dio") e il suo analogo iranico, quest'ultimo non nome di persona ma di una città ben nota: Baghdād. Entrambi hanno lo stesso significato di Teodoro e di Diodato.